# چله روزه
چلّهٔ روزه (لاتین: Quadragesima، انگلیسی: Lent) در مسیحیت به مدت زمانی گفته می‌شود که افراد دین‌باور باید پرهیزهای خاصی را رعایت نمایند و همچنین از انجام ندادن آنها خوداری کنند از اعتقادات بسیاری از فرقه‌های مسیحی است که به مدت حدوداً ۶ هفته منتهی به عید پاک به طول می‌انجامد. در اغلب فرقه‌های غربی چلهٔ روزه از چهارشنبه خاکستر تا پنج‌شنبه فرمان یا تا شب عید پاک ادامه دارد.

## آداب و رسوم
از نظر آداب و رسوم، چهل روز پرهیز باید دورانی با حال و هوای افسرده و ماتم‌زده باشد، پرهیز شامل روزه و خودداری از مصرف میوه، تخم مرغ، گوشت و فراورده‌های لبنی است. عبارت خداحافظی با گوشت با توجه به این دوران، معنا پیدا می‌کند.